# Campodorus immarginatus
Campodorus immarginatus är en stekelart som först beskrevs av Thomson 1894.  Campodorus immarginatus ingår i släktet Campodorus och familjen brokparasitsteklar. Inga underarter finns listade.